# Cratere Anuchin
Anuchin è un cratere lunare di 62,14 km situato nella parte sud-occidentale della faccia nascosta della Luna.
Il cratere è dedicato al geografo russo Dmitrij Nicolaevič Anučin.

## Crateri correlati
Alcuni crateri minori situati in prossimità di Anuchin sono convenzionalmente identificati, sulle mappe lunari, attraverso una lettera associata al nome.
| Anuchin | Coordinate             | Diametro (in km) |
| ------- | ---------------------- | ---------------- |
| B       | 46°26′24″S 103°34′12″E | 25,59            |
| L       | 49°50′24″S 101°55′12″E | 16,04            |
| N       | 51°16′48″S 100°01′48″E | 30,68            |
| Q       | 50°49′12″S 98°46′12″E  | 51,43            |
| V       | 47°48′36″S 99°48′00″E  | 15,18            |